# Hoplia philanthus
Hoplia philanthus é uma espécie de insetos coleópteros polífagos pertencente à família Rutelidae.
A autoridade científica da espécie é Fuesslin, tendo sido descrita no ano de 1775.
Trata-se de uma espécie presente no território português.